# Romans d’Isonzo
Romans d’Isonzo – miejscowość i gmina we Włoszech, w regionie Friuli-Wenecja Julijska, w prowincji Gorycja.
Według danych na rok 2004 gminę zamieszkuje 3587 osób, 239,1 os./km².